# Programme nucléaire de la Chine
Ne doit pas être confondu avec Arsenal nucléaire de la Chine.
Le programme nucléaire de la Chine démarre sous Mao Zedong dans les années 1950. Il est, comme la majorité de ceux-ci à travers le monde, à usage initialement militaire et conduit au premier essai nucléaire de la république populaire de Chine en 1964 ; le volet civil démarre plus tardivement, la première centrale nucléaire n'entrant en service qu'en 1991. Mi-2021, la Chine dispose de 50 réacteurs nucléaires opérationnels et de 14 réacteurs en construction, ce qui place ce pays en troisième place en nombre de réacteurs en service et en puissance installée, et en première position pour le nombre de réacteurs en construction. La Chine participe également au programme International Thermonuclear Experimental Reactor (ITER) à Cadarache, en France. Elle est par ailleurs membre du Groupe de propriétaires de CANDU, réacteurs de conception canadienne.

## Armes nucléaires

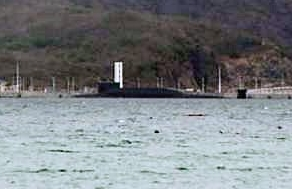
Un SNLE type 094, appelé aussi classe Jin.

Le programme militaire est développé dans les laboratoires de Mianyang, dans le Sichuan, et l'un des principaux scientifiques qui y participe est Deng Jiaxian devenu un héros national immortalisé en quatre caractères : 两弹元勋, le « père fondateur des deux bombes ». Le premier essai nucléaire a eu lieu le 16 octobre 1964 sur le site de Lop Nor, dit essai 596.
Les informations fiables sur son arsenal sont limitées. En mars 2006, la Federation of American Scientists estime que la Chine disposerait d'environ 200 armes nucléaires, dont environ 145 actives.
La marine chinoise a mis en service son premier sous-marin nucléaire d'attaque en août 1974 et lancé son premier sous-marin nucléaire lanceur d'engins du type 092, le 406 Changzheng le 30 mars 1981, celui-ci entra en service en 1987.

## Centrales nucléaires
| \| Hongyanhe CEFR Shidao Bay Haiyang Tianwan Fangjiashan Qinshan Sanmen Ningde Fuqing Daya Bay Ling Ao Taishan Yangjiang Changjiang Fangchenggang Zhangzhou Taipingling San'Ao Xudabao Lufeng \| Localisation des centrales nucléaires en Chine |
| Hongyanhe CEFR Shidao Bay Haiyang Tianwan Fangjiashan Qinshan Sanmen Ningde Fuqing Daya Bay Ling Ao Taishan Yangjiang Changjiang Fangchenggang Zhangzhou Taipingling San'Ao Xudabao Lufeng                                                      |

Au 12 mai 2021, la Chine (hors Taiwan) compte 50 réacteurs nucléaires opérationnels répartis sur 15 sites nucléaires de production d'électricité, ainsi que 14 réacteurs nucléaires en construction. Cela place la Chine au 3e rang en nombre de réacteurs en service ainsi qu'en capacité de production, et au 1er rang en nombre de réacteurs en construction.
En 2019, 4,9 % de l'électricité produite en Chine était d'origine nucléaire. Cette production s'élevait à 330 TWh ce qui situe la Chine au 3e rang des pays producteurs derrière les États-Unis d'Amérique et la France.
La Chine a fait appel a plusieurs fournisseurs étrangers pour construire ses premières centrales nucléaires :
- la société canadienne AECL[6] ;
- la société russe Atomstroyexport[7] ;
- la société française Framatome ;
- l'américaine Westinghouse.

### Framatome
La firme française Framatome collabore avec les entreprises chinoises d'énergie depuis les années 1980.
Framatome a contribué à la construction de 9 des 11 réacteurs nucléaires en service en 2007. Le groupe a en particulier construit les îlots nucléaires de la baie de Daya (en service depuis 1993-94) et de Ling Ao (en service depuis 2002), et fourni des équipements pour les centrales de Qinshan, Tianwan et Hongyanhe.
Depuis 2004-2005, de nouveaux contrats en Chine ont été signés, concernant la construction de quatre nouveaux réacteurs nucléaires (en particulier la réalisation de la phase 2 de Ling Ao II et de la phase 2 de Qinshan II).
En novembre 2007, a été signé le plus grand contrat de l’histoire nucléaire civile, d’une valeur de huit milliards d’euros. Ce contrat porte sur la construction de deux réacteurs de nouvelle génération EPR à Taishan (province du Guangdong) et sur l’ensemble des matières et services nécessaires à leur fonctionnement. Après la Finlande et la France, la Chine comptera donc les 3e et 4e EPR en construction dans le monde.
La collaboration de Framatome avec la Chine concerne également les services. En 2003 est créée la Shenzhen Nuclear Engineering (SNE), en partenariat avec la “Compagnie-23“ (China Nuclear Industry 23rd Construction Corporation). Cette coentreprise propose des prestations de services à l’ensemble du parc nucléaire chinois, en s’appuyant sur les compétences et la technologie de Framatome. Des contrats sont signés avec des entreprises et des instituts de recherche chargés des services de maintenance et des inspections. En ce qui concerne les équipements, en 2005, une coentreprise est créée entre la filiale d’Areva Jeumont S.A. et Dongfang Electrical Machinery Co., Ltd, pour fabriquer les pompes de réfrigérant des réacteurs.

### Westinghouse

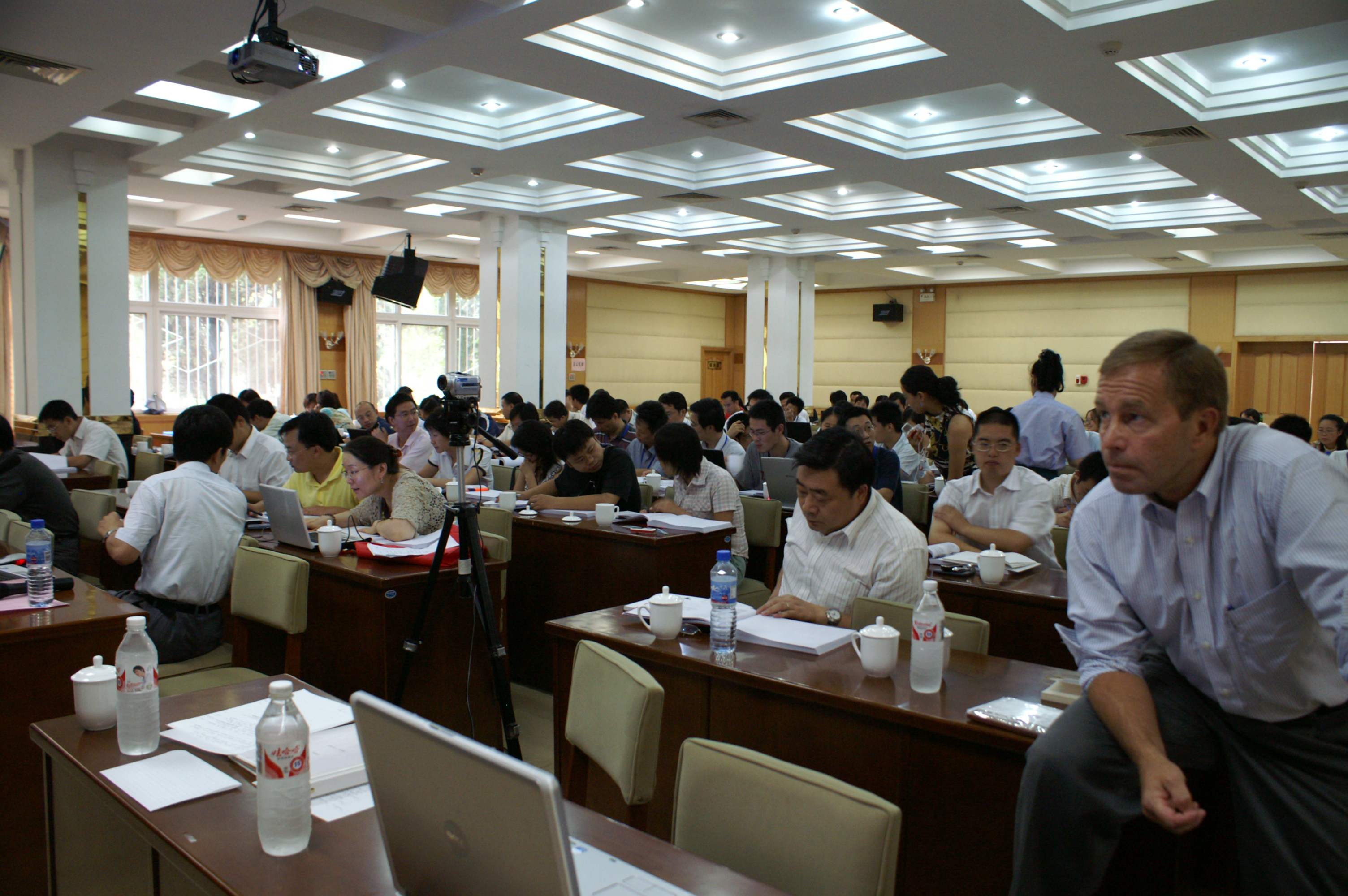
Entraînement en Chine pour l'AP1000.

La firme américaine Westinghouse (racheté par la firme japonaise Toshiba) a remporté un contrat de 8 milliards de dollars avec la Chine en 2007, devançant Areva, pour la construction de quatre réacteurs nucléaires de troisième génération (modèle AP1000).

### Exportations
La Chine a aidé l'Algérie à construire la centrale de Aïn Oussara, en service depuis 1993. Doté d'un réacteur à eau lourde, la centrale est d'une puissance de 15 mégawatts.

### Polémiques
Des diplomates de l'ambassade US à Pékin (source wikileaks) préfèreraient voir des technologies basées sur la sécurité passive de l'AP1000 de la société américaine Westinghouse (propriété de Toshiba qui a construit certains des réacteurs de la centrale nucléaire de Fukushima Daiichi) plutôt que des CPR-1000 chinois « basés sur de l'ancienne technologie Westinghouse ». La société américaine Westinghouse estime sa conception de l'AP1000 cent fois plus sûre que celle du CPR-1000 chinois. Selon eux, le gouvernement chinois aurait « considérablement augmenté le risque d'un accident nucléaire en optant pour des technologies bon marché qui auront 100 ans lorsque les dizaines de réacteurs chinois atteindront la fin de leur durée de vie ».

### Risque de tsunami
La vulnérabilité des centrales nucléaires aux événements sismiques est devenue un sujet d'inquiétude majeur depuis le tremblement de terre suivi d'un tsunami, qui a frappé la centrale japonaise de Fukushima en 2011, provoquant le pire accident nucléaire depuis Tchernobyl. Or, des preuves scientifiques de plus en plus nombreuses suggèrent qu'un tremblement de terre dans la fosse de Manille a créé un mur d'eau qui a déferlé il y a environ mille ans sur ce qui est maintenant la province chinoise du Guangdong. Selon les chercheurs, ce tsunami a provoqué un « déclin culturel radical », et aurait eu lieu en 1076. Ces données nouvelles devraient inciter à vérifier si cette région est en mesure aujourd'hui de faire face au risque de tsunamis. Les chercheurs de l'Université des sciences et technologies et de East China Normal University dans le numéro de janvier du Chinese Science Bulletin écrivent que « Cette étude confirme le risque de tsunami en mer de Chine méridionale » et préviennent qu'« un tel risque devrait être pris en compte dans la planification et la construction futures de centrales nucléaires, de ports et de réserves de pétrole sur les côtes chinoises ».